# مطبخ أمريكا اللاتينية

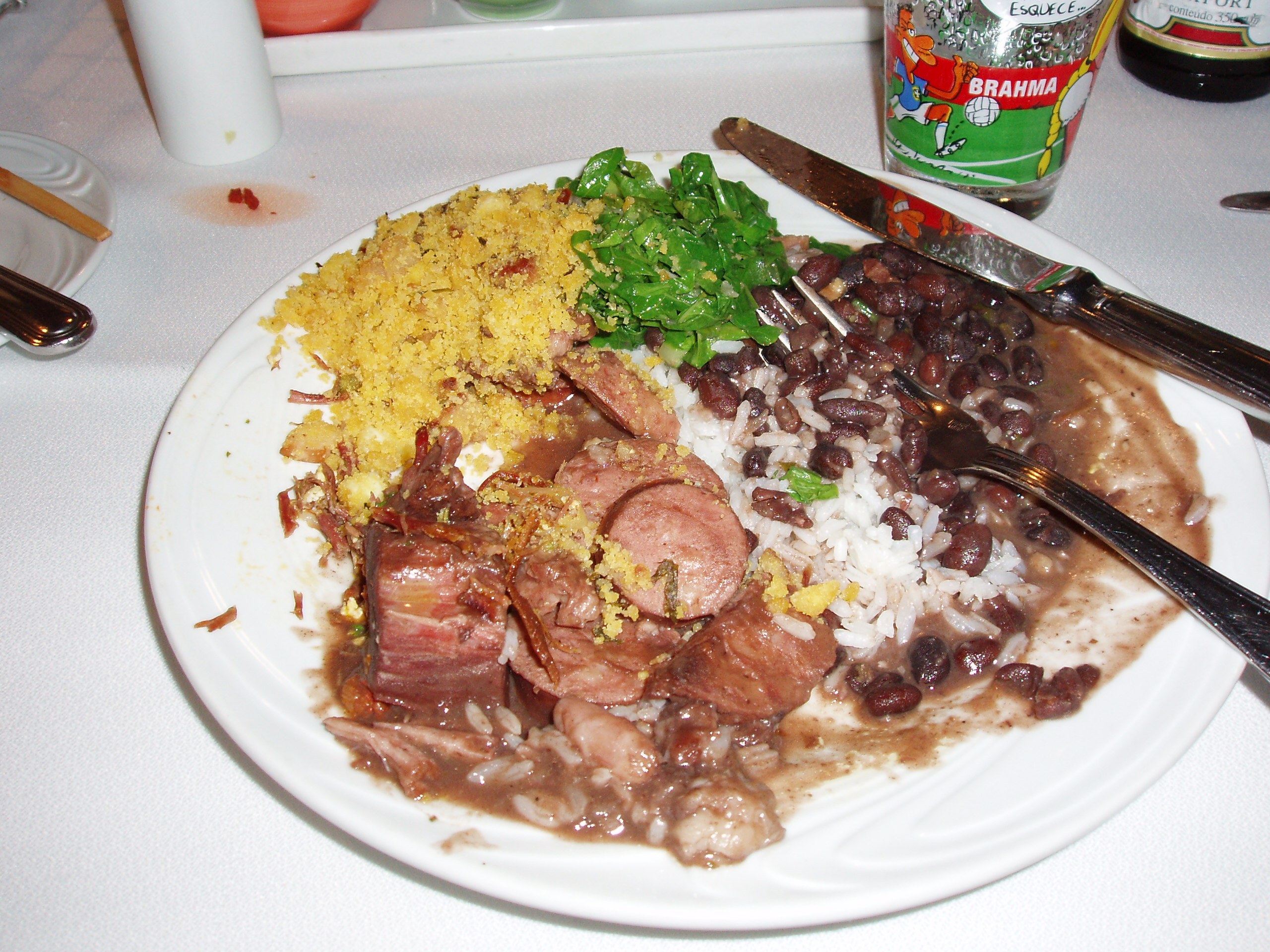

يشيرهذا المصطلح إلى مجموعة من الأكلات والمشروبات وطرق الطهي المنتشرة في أمريكا الجنوبية. الجدير بالذكر أن مطبخ أمريكا الجنوبية يغطي مساحة شاسعة من الأرض ولذا قد نجد العديد من الاختلافات من أمة إلى أخرى.
من أشهر العناصر في مطبخ أمريكا الجنوبية هي الأطباق المعتمدة على الذرة كعنصر أساسي بها بالإضافة إلى العديد من الصلصات المختلفة والتوابل.هذة التوابل هي ما تعطي مطبخ أمريكا الجنوبية مذاقاً مميزاً وعلى الرغم من ذلك فإن كل دولة من دول أمريكا الجنوبية تميل إلى استخدام تابل مختلف ومن يشترك منهم في بعض التوابل فإنهم يستخدمونها بطرق مختلفة وبكميات متفاوتة.
أما بالنسبة للمشروبات فهي كذلك مختلفة تماماً مثل المأكولات فبعض هذة المشروبات ترجع إلى أيام السكان الاصليين.

## خليط من العالم
حصل هذا المطبخ على تأثير من كل العالم.ظهر أكثر هذا التأثير نتيجة الاستعمار ونتيجة خلطة مع مطبخ السكان الأصليين المهاجرين الأوروبيين والعبيد الأفارقة.كذلك المهاجرين نتيجة المتغيرات الضخمة كالحرب العالمية الثانية اثر في هذا الخليط خاصة المهاجرين من وسط وشرق أوروبا وشرق آسيا.

## التغيرات تبعاً للإقليم

### مطبخ أمريكا الشمالية
- مطبخ سلفادوري